# 白根郵便局 (新潟県)
白根郵便局（しろねゆうびんきょく）は新潟県新潟市南区にある郵便局。民営化前の分類では集配普通郵便局であった。

## 概要
所在地：〒950-1299 新潟県新潟市南区白根日の出町11-1

## 沿革
- 1872年（明治5年）旧9月 - 白根郵便取扱所として開設[1]。
- 1875年（明治8年）1月1日 - 白根郵便局（五等）となる。
- 1880年（明治13年）10月16日 - 為替取扱を開始。
- 1881年（明治14年） - 貯金取扱を開始。
- 1897年（明治30年）3月28日 - 白根郵便電信局となる。
- 1903年（明治36年）4月1日 - 通信官署官制の施行に伴い白根郵便局となる。
- 1953年（昭和28年）4月1日 - 電気通信業務の取扱を白根電報電話局に移管[2]。
- 1956年（昭和31年）11月1日 - 電話通話および和文電報受付事務の取扱を開始。
- 1967年（昭和42年）5月1日 - 特定郵便局から普通郵便局に局種別改定。
- 1992年（平成4年）
  - 9月7日 - 白根市白根から同市日の出町に移転。移転後の旧局舎に白根中央通郵便局を開設[3]。
  - 10月12日 - 新飯田郵便局から集配業務の一部[4]を移管。
- 1999年（平成11年） - 外国通貨の両替および旅行小切手の売買に関する業務取扱を開始。
- 2006年（平成18年）9月25日 - 月潟郵便局から集配業務を移管[5]。
- 2007年（平成19年）10月1日 - 民営化に伴い、併設された郵便事業白根支店に一部業務を移管。
- 2012年（平成24年）10月1日 - 日本郵便株式会社の発足に伴い、郵便事業白根支店を白根郵便局に統合。

## 取扱内容
- 郵便、印紙、ゆうパック、内容証明
- 貯金、為替、振替、振込、国際送金、外貨両替・トラベラーズチェック、国債、投資信託
- 生命保険、バイク自賠責保険、自動車保険、がん保険、引受条件緩和型医療保険
- ゆうちょ銀行ATM
- 新潟市南区内全域および西蒲区内の一部地域（中之口地区）の集配業務
- ゆうゆう窓口

## 風景印
- 表記は『新潟白根』
- 図案は『白根大凧合戦』・特産品『梨』
- 使用開始日は2004年（平成16年）8月1日

### 過去の風景印
- 1979年（昭和54年）2月1日 - 2004年（平成16年）7月31日
  - 表記は『白根』
  - 図案は『白根大凧合戦』・特産品『梨』
- 2010年（平成22年）1月1日 - 2012年（平成24年）9月30日
  - 表記は『白根』
  - 図案は『白根大凧合戦』・特産品『梨』

民営化に伴いゆうゆう窓口に配備。

## 周辺
- 白根総合公園
  - しろね大凧と歴史の館
- 白根学習館・新潟市立白根図書館
- しろねカイトタウン

## アクセス
- 新潟交通 W7 大野・白根線 「白根桜町」下車後徒歩約5分
- 新潟市南区区バス（レインボーバス）で「日の出町」下車後徒歩約5分
- 北陸自動車道 巻潟東ICから国道460号経由で東へ約7.5km、磐越自動車道 新津ICから同国道経由で南西へ約14km
- 白根日の出町交差点角（旧国道8号と国道460号の交点）に立地
- 駐車場あり：16台